# Tangarine
Tangarine is een Nederlands folk- en softrockduo, bestaande uit de tweeling Sander Brinks (zang, gitaar) en Arnout Brinks (zang, gitaar).

## Biografie
Tangarine wordt gevormd door de tweelingbroers Sander en Arnout Brinks. Ze werden op 16 augustus in 1983 geboren in het Zuiderzeeziekenhuis in Lelystad en verhuisden op negenjarige leeftijd naar Assen, nadat ze een tijdje met hun moeder in Emmeloord woonden toen hun ouders scheidden. De bandnaam is ontstaan als verkeerde spelling van het Engelse woord voor mandarijn. Vanaf hun twaalfde begonnen de broers met het schrijven en componeren van liedjes. Omdat ze geen boeker en platenlabel konden vinden, besloten ze alles zelf te gaan doen. Ze brachten een aantal platen uit, speelden soms samen met hun band 'Tangarine & Friends' en reisden stad en land af om optredens (die ze meestal zelf organiseerden) te geven.
In 2011 speelden ze in het voorprogramma van Tim Knol, waar ze in contact kwamen met keyboardspeler Matthijs van Duijvenbode. Hij zette hen op het spoor van Excelsior Recordings. In februari 2012 speelden ze in De Wereld Draait Door. Een album dat al was opgenomen werd geschrapt en Tangarine nam een nieuw album, Seek & sigh, op met Frans Hagenaars en Van Duijvenbode als producers. Het album verscheen op 12 april 2013.
Tangarine was in seizoen 2013/2014 vaste huisband van het televisieprogramma De Wereld Draait Door. In de jaren erna brachten ze vier albums, twee ep's en verschillende singles uit. Onder die albums was There and Back dat ze samen opnamen met Joey Burns en John Convertino van de Amerikaanse band Calexico in 2016.
Op 23 juni 2023 verscheen hun album Blank Cassette, dat onder andere de singles Big Star, City to the Country en The World We Live in bevat. Die laatste werd door NPO Radio 2 uitgeroepen tot TopSong. Voor de opnames werkten de broers samen met producers Martijn Groeneveld en Christon Kloosterboer. Ook spelen er veel muzikanten mee op het album, waaronder een bijdrage van saxofonist Benjamin Herman in het nummer Still Kids. Op 13 maart 2024 kwam het album tevens uit in Japan, uitgegeven door het Japanse platenlabel P-Vine Records. In 2024 deed Tangarine mee met het televisieprogramma Beste Zangers. In 2025 was Tangarine te gast in het televisieprogramma Dit was het nieuws.

## Discografie

### Albums
| Album met eventuele hitnotering(en) in de Nederlandse Album Top 100 | Datum van verschijnen | Datum van binnenkomst | Hoogste positie | Aantal weken | Opmerkingen             |
| ------------------------------------------------------------------- | --------------------- | --------------------- | --------------- | ------------ | ----------------------- |
| Between the Lines                                                   | 17-01-2008            | -                     |                 |              |                         |
| Fields of Poetry                                                    | 24-10-2008            | -                     |                 |              |                         |
| A Mystery That Binds Us, Still                                      | 19-03-2010            | -                     |                 |              | als Tangarine & Friends |
| Winter Songs - The December sessions                                | 11-11-2010            | 11-02-2012            | 47              | 2            |                         |
| Seek & Sigh                                                         | 22-04-2013            | 20-04-2013            | 31              | 13           |                         |
| Move On                                                             | 21-08-2014            | 30-08-2014            | 21              | 6            |                         |
| There and Back                                                      | 23-09-2016            | 01-10-2016            | 23              | 2            |                         |
| Because of You                                                      | 31-08-2018            | -                     |                 |              |                         |
| Y O U (EP)                                                          | 17-09-2021            | -                     |                 |              |                         |
| Blank Cassette                                                      | 23-06-2023            | -                     |                 |              |                         |

### Singles
- This Old Robe (2008)
- Fields of Poetry (2009)
- Carry Your Stones (2010)
- It's Alright (2014)
- Move On, John (2014)
- Things Go Like This Anyway (2016)
- Home in Your Arms (2016)
- New York City (2017)
- Lemonade Sky (2018)
- In Your Thoughts (2019)
- Barricade (2020)
- Shadow (2021)
- Scars (2021)
- Here with You (2022)
- Big Star (2022)
- City to the Country (2022)
- On the Road (2023)
- Words (2023)
- The World We Live in (2023)
- Still Kids (feat. Benjamin Herman) (2023)
- Three Minute Holiday (2024)